# Parc provincial Little Fish Lake
Le parc provincial Little Fish Lake (Little Fish Lake Provincial Park) est un parc provincial de l'Alberta situé à 43 km à l'est de Drumheller, sur les rives du Petit lac Fish.

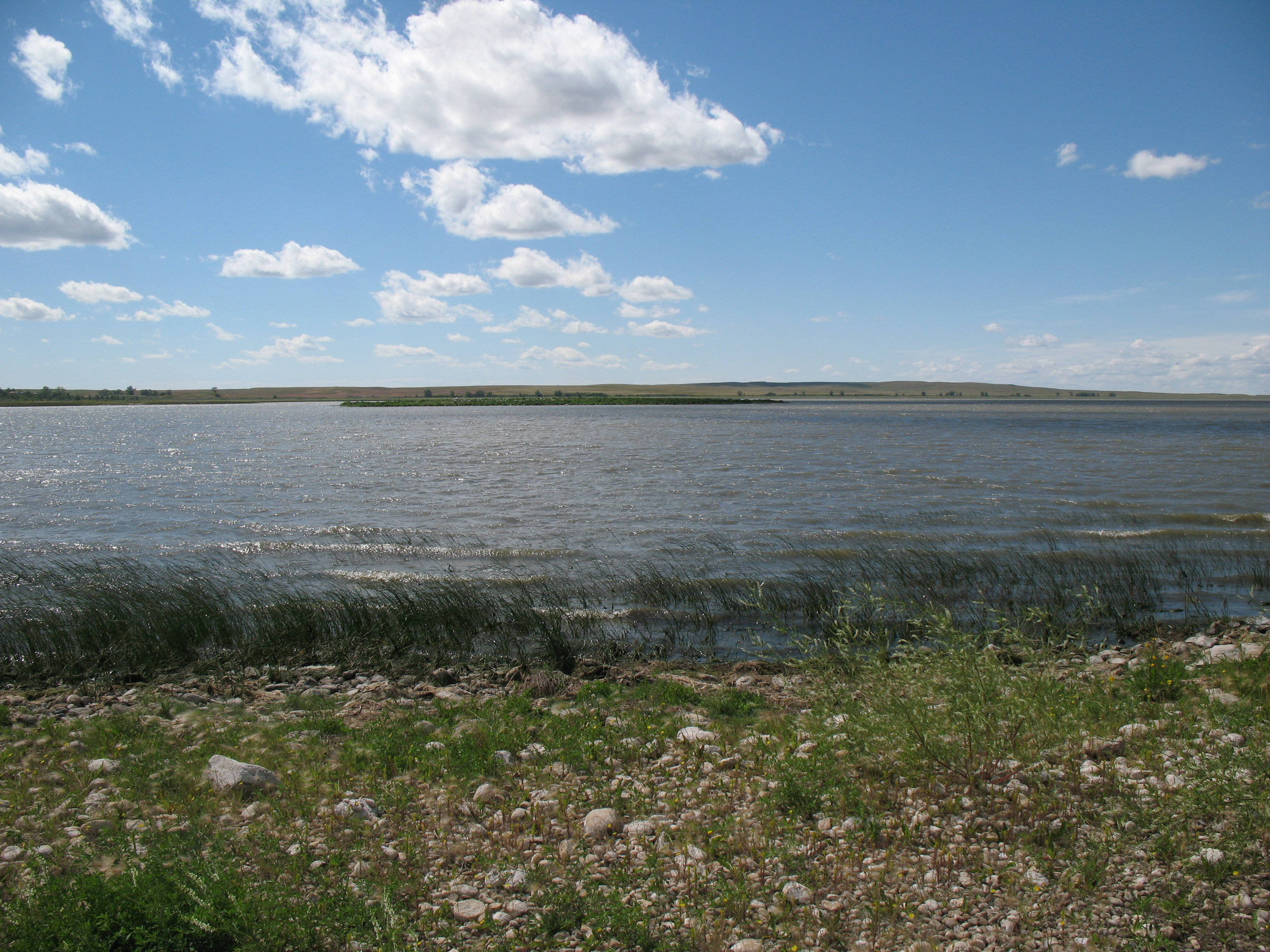
Petit lac Fish.

Le parc est situé à une altitude de 910 m et a une superficie de 61,2 ha. Il a été créé le 8 avril 1957 et est administré par le ministère de l'Environnement et des Parcs.

## Activités
Il est possible de faire du camping au camping de Little Fish Lake.